# Yusra Mardini

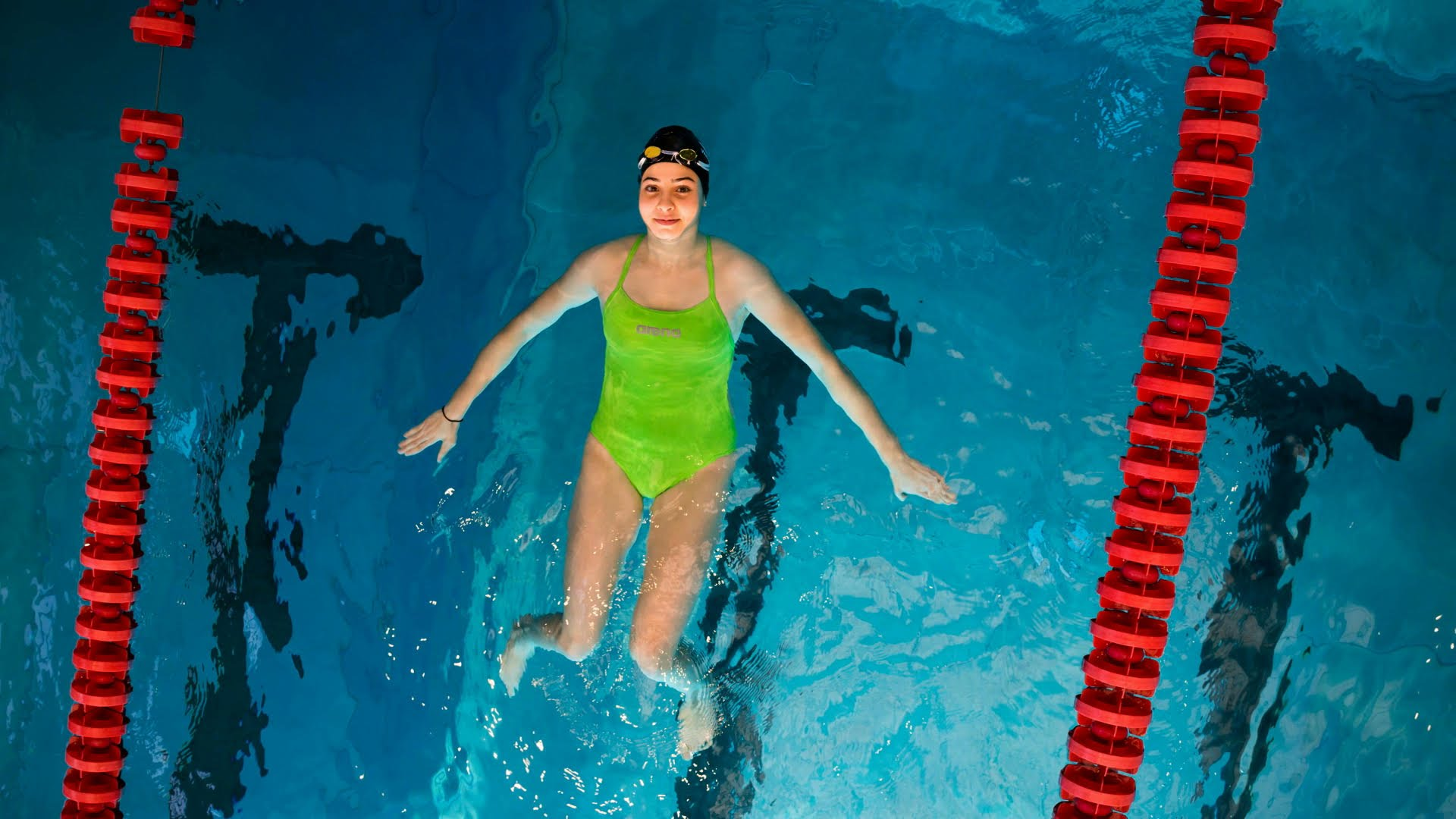
2016

Yusra Mardini (arabisch يسرى مارديني, DMG Yusrạ̄ Mārdīnī; * 5. März 1998 in Damaskus, Syrien) ist deutsch-syrische Schwimmsportlerin. Sie floh während der Flüchtlingskrise in Europa ab 2015 aus Syrien nach Deutschland und nahm für das Team Refugee Olympic Athletes an den Olympischen Sommerspielen 2016 teil, was sie weithin bekannt machte. 2022 wurde sie deutsche Staatsbürgerin.

## Jugend
Mardini wuchs mit ihren Eltern, ihrer drei Jahre älteren Schwester Sarah und deren jüngster Schwester Shahed in Darayya auf, einem Vorort von Damaskus. Ihr Vater ist Schwimmtrainer und begann, sie im Alter von drei Jahren zu trainieren.
2012 nahm sie mit 14 Jahren an den Kurzbahnweltmeisterschaften in Istanbul teil und stellte einen syrischen Landesrekord über 400 Meter Freistil auf. Wenige Monate zuvor war das Haus der Familie im Zuge des Bürgerkrieges in Syrien von Artilleriefeuer zerstört worden. Nachdem zwei ihrer Schwimmkollegen gestorben waren und unter anderem auch die Schwimmhalle von einer Bombe getroffen worden war, entschloss sich Mardini 2015, Syrien zu verlassen.

## Flucht nach Deutschland
Am 12. August 2015 flohen Yusra und Sarah Mardini – ebenfalls syrische Nationalschwimmerin – zusammen mit Cousins ihres Vaters nach Istanbul und kontaktierten dort einen Schmuggler. Von Izmir setzten sie mit weiteren 18 in einem für sieben Personen ausgelegten Schlauchboot über die Ägäis auf die griechische Insel Lesbos über, die mindestens neun Kilometer vom Festland entfernt ist. Während der Überfahrt versagte der Außenbordmotor, und das überfüllte Schlauchboot drohte zu sinken. Die beiden Schwestern und ein oder zwei weitere Personen, die schwimmen konnten, zogen das Boot mit 18 Insassen über mehrere Stunden bis an das rettende Ufer der Insel Lesbos. Über die Balkanroute kam sie schließlich über Ungarn, Wien und München nach Berlin.
2022 wurde Mardini deutsche Staatsbürgerin.

## Weiteres Training und Olympiateilnahme
In Berlin wurde der Sportverein Wasserfreunde Spandau 04 auf die Schwestern aufmerksam und ließ sie erstmals nach langer Pause wieder trainieren. Seitdem startete Yusra Mardini für die Wasserfreunde bei Wettkämpfen. Im Oktober 2015 nahm der Verein sie und ihre Schwester Sarah in Trainingsgruppen auf und unterstützte sie auch in anderen Lebensbereichen. Trainer Sven Spannekrebs war in dieser Zeit alleiniger Ansprechpartner für beide.
Im Juni 2016 benannte das Internationale Olympische Komitee Mardini als eine von zehn Personen, die bei den Sommerspielen in Rio de Janeiro für das Olympische Team der Flüchtlingsathleten antraten. Sie nahm an den Wettbewerben über die 100 Meter Freistil sowie 100 Meter Schmetterling teil.
Ihren Vorlauf über 100 Meter Schmetterling gewann sie mit einer Zeit von 1:09,21 Minuten und erreichte damit Rang 40. Über 100 Meter Freistil belegte sie Rang 45 in einer Zeit von 1:04,66 Minuten.
Bis zum Abschluss der Olympischen Spiele trainierte Mardini allein mit Sven Spannekrebs. Seit der Saison 2016/2017 wurde sie von diesem gemeinsam mit Ariel Rodriguez trainiert. Sie besuchte als Gastschülerin die Poelchau-Oberschule, eine Eliteschule des Sports im Berliner Olympiapark. An den Schwimmweltmeisterschaften 2017 in Budapest nahm sie gemeinsam mit ihrem Landsmann Rami Anis als FINA-Team teil. Im August 2018 verließ sie ihren Verein Wasserfreunde Spandau und Berlin, um nach Hamburg zu ziehen und trainierte am Olympiastützpunkt Hamburg/Schleswig-Holstein.
In einem Interview berichtete sie, mit dem Ziel einer Qualifikation für die Olympischen Spiele 2020 in Tokio weiter Schwimmen als Leistungssport betreiben zu wollen. Während der Eröffnungsfeier war sie gemeinsam mit dem Leichtathleten Tachlowini Gabriyesos aus Eritrea die Fahnenträgerin des zum zweiten Mal nach Rio de Janeiro 2016 bei Sommerspielen gestarteten Olympischen Flüchtlingsteams. Sie nahm wieder am Wettkampf 100 Meter Schmetterling teil und erreichte mit 1:06,78 Minuten den 33. Rang.
Nach ihrer Entscheidung, die Karriere als Schwimmerin zu beenden, zog Mardini 2022 nach Los Angeles, um an der University of Southern California Filmproduktion zu studieren.

## Weitere Tätigkeiten
Am 20. Juni 2023, dem UN Weltflüchtlingstag, gründete sie die Yusra Mardini Foundation, um weltweit Sport und Bildung für geflüchtete Menschen zu fördern. Die Stiftung hat ihren Sitz sowohl in den USA als auch in Deutschland und besteht aus einem kleinen Team von Menschen mit Erfahrung in der Betreuung von Flüchtlingen.
Für bekannte Modemarken war sie im Januar 2023 auf dem Cover von Harper’s Bazaar Arabia zu sehen und modelte im September desselben Jahres auf der Mailänder Modewoche. Bei den Olympischen Sommerspielen 2024 in Paris wurde Mardini von den TV-Sendern Eurosport und Discovery engagiert, um über das Refugee Olympic Team zu berichten.

## Rekorde
- Syrischer Landesrekord in 400 Meter Freistil (Kurzbahn) in 4:56,66 min, 14. Dezember 2012 in Istanbul.

## Ehrungen
- 2016 erhielt Mardini mit ihrer Schwester Sarah den Bambi der Kategorie „Stille Helden“; sie selbst überreichte in Rom den „Millennium-Bambi“ an Papst Franziskus.
- Ebenfalls 2016 erhielt sie den „The Girls Award“ der Global Goal Awards 2016 von UNICEF, dem Kinderhilfswerk der Vereinten Nationen[16]
- Das TIME-Magazin führte sie, wie ihre 19-jährige US-amerikanische Schwimmkollegin Katie Ledecky, 2016 in der Liste der 30 einflussreichsten Teenager.[17]
- April 2017: Botschafterin für Flüchtlinge des Flüchtlingshilfswerks UNHCR[18]
- Sie gewann am 2. Februar 2019 den „Made For More Award“ in der Kategorie Hero (Heldin).

## Medien
Im Mai 2018 erschien im Knaur-Verlag Mardinis Biografie Butterfly, die sie zusammen mit Josie Le Blond verfasst hatte. Medien hatten zuvor außerdem schon berichtet, das Mardinis Lebensgeschichte verfilmt werden solle. Ein von Stephen Daldry produzierter biografischer Film über Mardini von Sally El Hosaini wurde im November 2022 bei Netflix unter dem Titel „Die Schwimmerinnen“ präsentiert.

## Prozess gegen Sarah Mardini
Nachdem sie politisches Asyl in Deutschland erhalten hatte, kehrte Sarah Mardini im Herbst 2016 auf die Insel Lesbos zurück. Dort arbeitete sie sechs Monate lang als freiwillige Übersetzerin für eine griechische Nichtregierungsorganisation, die Flüchtlinge mit ähnlichen Schicksalen wie sie selbst und ihre Schwester Yusra unterstützt. Am 17. Februar 2018 wurden Sarah Mardini und Seán Binder, ein ausgebildeter Rettungstaucher und Freiwilliger bei derselben NGO, neben zwei Mitarbeitern der NGO von den griechischen Behörden der Mitgliedschaft in einer kriminellen Vereinigung, des Menschenhandels, der Geldwäsche und des Betrugs beschuldigt. Nach mehr als drei Monaten Untersuchungshaft kamen sie gegen Kaution frei und konnten Griechenland Richtung Berlin verlassen. Menschenrechtsorganisationen wie Amnesty International bezeichneten die Anschuldigungen als erfunden und Verstoß gegen die Menschenrechte.
Nach mehr als vier Jahren seit der Untersuchungshaft von Mardini und Binder begann am 10. Januar 2023 der Prozess gegen sie und die anderen beschuldigten Mitglieder von ERCI. Die inzwischen 27-jährige Sarah Mardini konnte daran nicht zu ihrer Verteidigung teilnehmen, da die griechischen Behörden ihre Einreise verboten hatten und sie laut einem Bericht der Tagesschau „offiziell als Bedrohung für die nationale Sicherheit gilt“. Mit der Eröffnung eines weiteren Verfahrens wird für 2025 gerechnet.